# UH-60 Black Hawk

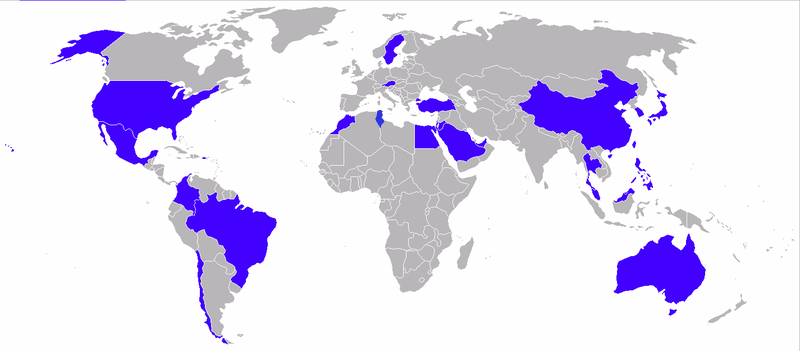
Країни-оператори UH-60 Black Hawk

UH-60 Black Hawk (укр. «Блек Гок») — американський тактичний багатоцільовий вертоліт, призначений для перевезення особового складу та різноманітних військових вантажів, а також для евакуації поранених та транспортування великогабаритних вантажів.

## Історія
Дослідний екземпляр вертольота піднявся в небо 17 жовтня 1974 року, а 23 грудня 1976 року вертоліт став переможцем оголошеного військовими конкурсу і був запущений в серійне виробництво.

## Модифікації вертольота
- YUH-60A  — базовий вертоліт для випробувань. Перший політ 17 жовтня 1974. Побудовано 3 одиниці.
- UH-60A Black Hawk — основний серійний варіант вертольота для армії США. Екіпаж 4 особи, перевозить до 11 озброєних десантників. Двигун T700-GE-700. Вироблявся протягом 1977—1989.
- UH-60C Black Hawk — модифікована версія вертольота для здійснення управління.
- UH-60A Credible Hawk — вертольоти поставлялися у ВПС США в середині 1980-х років як рятувальний варіант під час бойових дій. Екіпаж вертольота оснащений бронесидіннями із комбінованої броні (карбід бора/композіційний матеріал на основі кевлара), розрахованими на захист від куль малокаліберної зброї при стрільбі з близької дистанції. Крісла здатні витримувати перевантаження 48g при ударі вертольота об землю.
- EH-60C Black Hawk — для виконання спеціальних операцій РЕБ
- НН-60D Night Hawk — нічна модифікація вертольота, призначена для ВПС США.
- МН-60А Velcro Hawk — 30 машин UH-60А, модифіковані для виконання спеціальних операцій.
- МН-60А Embassy Hawk — модифікація вертольота для дій на європейському ТВД.
- CH-60E — варіант транспортного вертольота для морської піхоти США.
- UH-60L Black Hawk — модель UH-60A з новим двигуном T700-GE-701C та удосконаленою системою керування. Вироблявся протягом 1989—2007.
- UH-60M Black Hawk— модель UH-60A з новим двигуном T700-GE-701D та удосконаленою системою керування. Виробництво з 2006 року. Планується на заміну застарілого UH-60s.
- UH-60M Upgrade Black Hawk — удосконалений варіант UH-60M. Польотні випробування розпочати в серпні 2008.
- EH-60A Black Hawk — модифікація вертольота UH-60A. Не прийнята на озброєння.
- YEH-60B Black Hawk — модифікація вертольота UH-60A зі спеціальним радаром.
- EH-60C Black Hawk — удосконалений варіант UH-60A з модифікованою системою електронного обладнання та зовнішньою антеною. Не прийнята на озброєння.
- EUH-60L — удосконалений варіант UH-60L створений для управління повітряно-десантними підрозділами армії США.
- EH-60L Black Hawk — удосконалена модель EH-60A.
- UH-60Q Black Hawk — модифікація вертольота UH-60A для медичної евакуації поранених. Отримав прізвисько Дастофф (DUSTOFF) за безперечну службу та надійність.
- HH-60L — удосконалений медичний варіант UH-60L.
- MH-60A Black Hawk — UH-60A з новими двигунами T700-GE-701 та удосконаленою авіоникою, навігаційною системою та системою керування.
- MH-60K Black Hawk — армійський варіант для сил спеціальних операцій; обладнаний бортовою ІЧ-системою для виявлення цілей, системою нічного бачення, двигунами Т700-GE-701С. Перебуває на озброєнні 160-го полку спеціальних операцій («англ. Night Stalkers») у Форті Кемпбелл, Кентуккі.
- MH-60L Direct Action Penetrator — армійський варіант для сил спеціальних операцій; оснащений комплексом озброєння, у тому числі ракетами «Хеллфайр», 30-мм автоматичною гарматою M230, 70-мм некерованими ракетами класу «повітря-поверхня» тощо. Перебуває на озброєнні 160-го полку спеціальних операцій.
- HH-60M — удосконалений медичний варіант UH-60M для армії США.
- UH-60A RASCAL  — спеціальна версія вертольота для НАСА (NASA)
- VH-60D Nighthawk — VIP-варіант вертольота морської піхоти США HH-60D, який використовується для транспортування Президента США.
- VH-60N Whitehawk — модифікований VIP-варіант вертольота UH-60A для транспортування Президента США та інших VIP-осіб. На службі знаходиться 9 екземплярів.
- MH-60 "Stealth Helicopter" - ймовірно, є сильно модифікованою версією MH-60 Black Hawk, яка була зроблена для потреб сил спеціального призначення США. Основні зміни стосуються використання в машині технології малопомітності, що значно знижує можливість виявлення радарами противника. Використання цієї технології також суттєво вплинуло на конструкцію та форму фюзеляжу, хвостового гвинта і, швидше за все, гвинта, що несе. Електронне обладнання машини та її продуктивність невідомі. Є багато вказівок на те, що вертоліт-невидимка MH-60 також значно тихіше стандартного UH-60. Машина цього типу використовувалася 160 полком спеціальних операцій армії США, широко відомим як «Нічний сталкер» у травні 2011 року в ході операції «Спис Нептуна»[2].

### Модернізації
В жовтні 2020 року Армія США отримала на озброєння перший багатоцільовий гелікоптер у модифікації UH-60V Black Hawk зі «скляною» кабіною. До нової версії було модернізовано гелікоптер UH-60L.
Головною відмінністю модернізованої версії є повністю цифрова кабіна пілотів і управління, уніфіковане з сучасними багатоцільовими гелікоптерами UH-60M.
Розробка «скляної» кабіни для гелікоптера Black Hawk тривала два з половиною роки. Цифрова кабіна пілотів Black Hawk отримала чотири контрастні рідкокристалічні дисплеї. На два з них виводиться інформація про швидкість, висоту польоту, крен і тангаж, на інші два — польотні завдання, показники датчиків і будь-яка інша інформація, яку вибирають пілоти.
Нове обладнання виконано за модульним принципом з відкритою архітектурою. Це означає, що в міру модернізації до складу бортового обладнання можуть бути додані нові системи. При цьому додаткових доробок не потрібно. Програмне забезпечення також виконано модульним, завдяки чому деякі нові функції можна додавати установкою додаткових додатків.
Модернізація до UH-60V дозволить американським військовим відмовитися від роздільної підготовки пілотів, які сьогодні змушені окремо вчитися управлінню UH-60L і окремо — UH-60M. Наразі на озброєнні американської армії перебуває 760 гелікоптерів UH-60L, які планується модернізувати до версії UH-60V.

## Швидкісні характеристики
- Максимально допустима швидкість: 361 км/год
- Максимальна швидкість: 296 км/год
- Крейсерська швидкість: 282 км/год

## Оператори

### Австралія
Гелікоптери UH-60M Black Hawk було вирішено придбати на заміну MRH-90 Taipan.
Наприкінці серпня 2022 року Державний департамент США погодив продаж Австралії 40 гелікоптерів UH-60M Black Hawk на суму $1,95 млрд — вони замінять проблемні багатоцільові гелікоптери MRH-90 Taipan Сил оборони Австралії.
Зазначається, що угода, окрім постачання безпосередньо гелікоптерів, також передбачає постачання 88 двигунів T700-GE 701D виробництва General Electric, 44 систем попередження про ракетний напад AN/AAR-57 від BAE Systems, а також інші системи навігації та зв'язку. Генеральним підрядником стане компанія Lockheed Martin.

### Республіка Китай

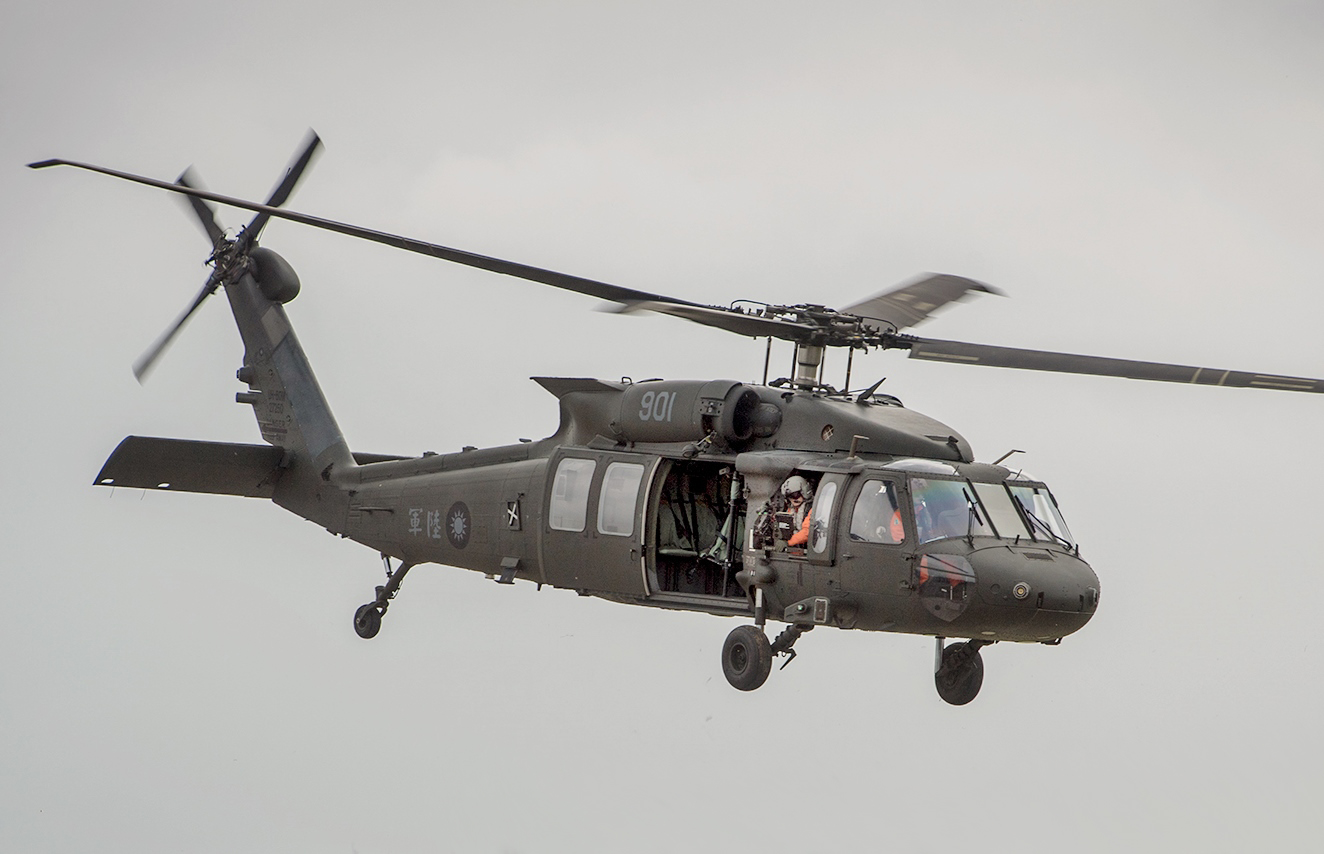
UH-60M Black Hawk армії Республіки Китай

Республіка Китай (Тайвань) використовує S-70C-1/1A після того, як у червні 1986  ВПС Китайської Республіки отримали десять S-70C-1A та чотири S-70C-1 Bluehawk для пошуково-рятувальних робіт. Ще чотири S-70С-6 були отримані в квітні 1998. ВМС Республіки Китай отримали перший з десяти S-70C(M)-1 у липні 1990. 11 S-70C(M)-2 були отримані на початку квітня 2000. У січні 2010 року США оголосили про схвалення продажу згідно з програмою Foreign Military Sales 60 UH-60M Республіці Китай із 30 призначеними для армії, 15 для Національного корпусу повітряно-десантної служби (включаючи той, що розбився біля острова Ланьюй у 2018) і 15 для Рятувальної групи Повітряних сил (включаючи той, який розбився 2 січня 2020).

### Україна
21 лютого 2023 року ГУР МО України опублікувало фото на фоні з гелікоптером UH-60M Black Hawk.
В березні 2024 року ГУР МО України опублікувало відео з двома гелікоптерами UH-60 Black Hawk, походження другого — невідоме.

## Аварії та інциденти
30 січня 2025 року пасажирський літак Bombardier CRJ 700 авіакомпанії American Airlines, який виконував регіональний рейс з Вічіто (штат Канзас), під час заходу на посадку в Національному аеропорту імені Рональда Рейгана у Вашингтоні (США) зіткнувся з армійським вертольотом UH-60 Black Hawk. Після зіткнення літак і вертоліт впали у річку Потомак. На борту пасажирського літака було 64 особи, на борту вертольоту – 3 військовослужбовця, всі – загинули.

## Галерея

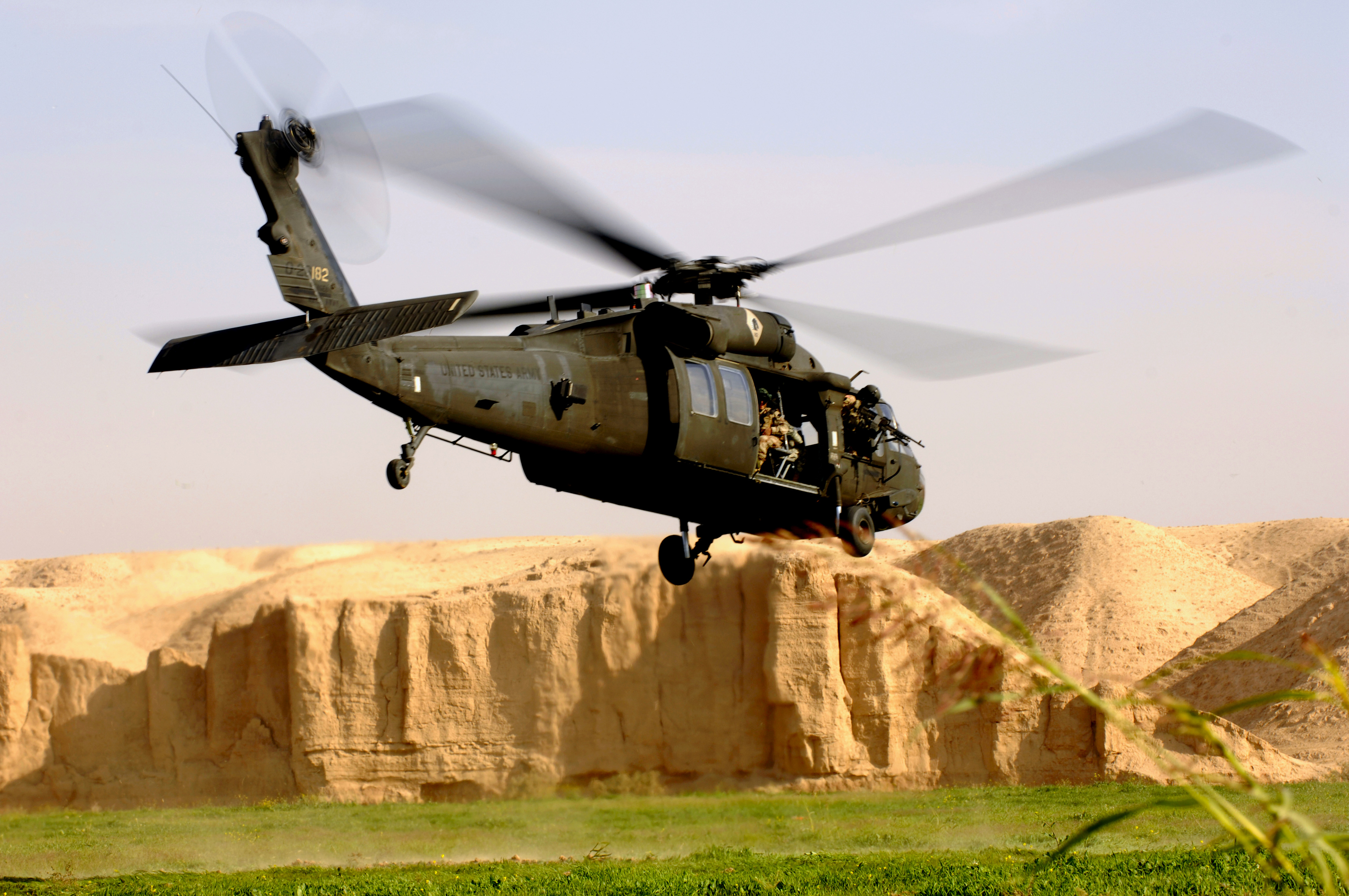
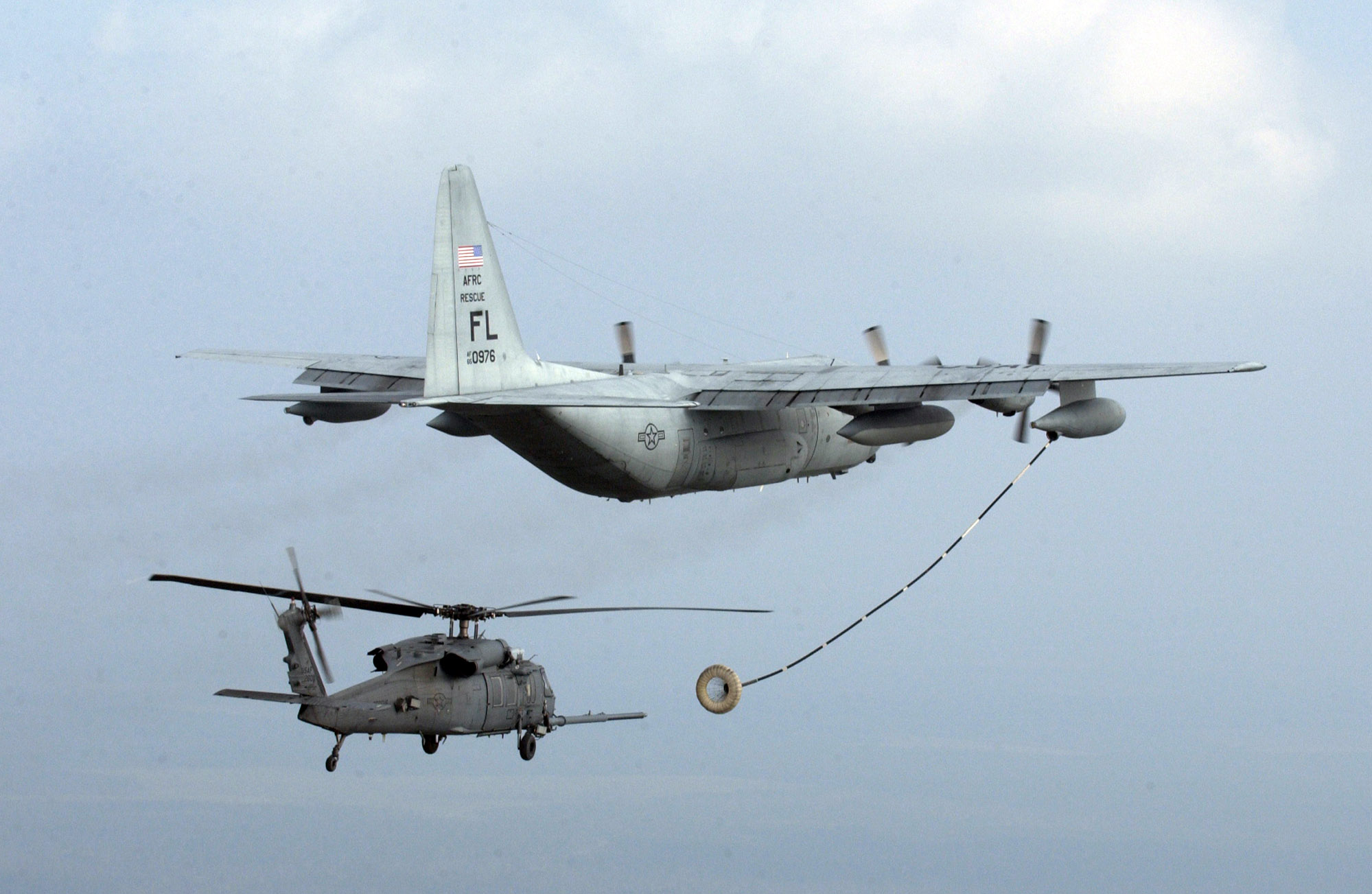
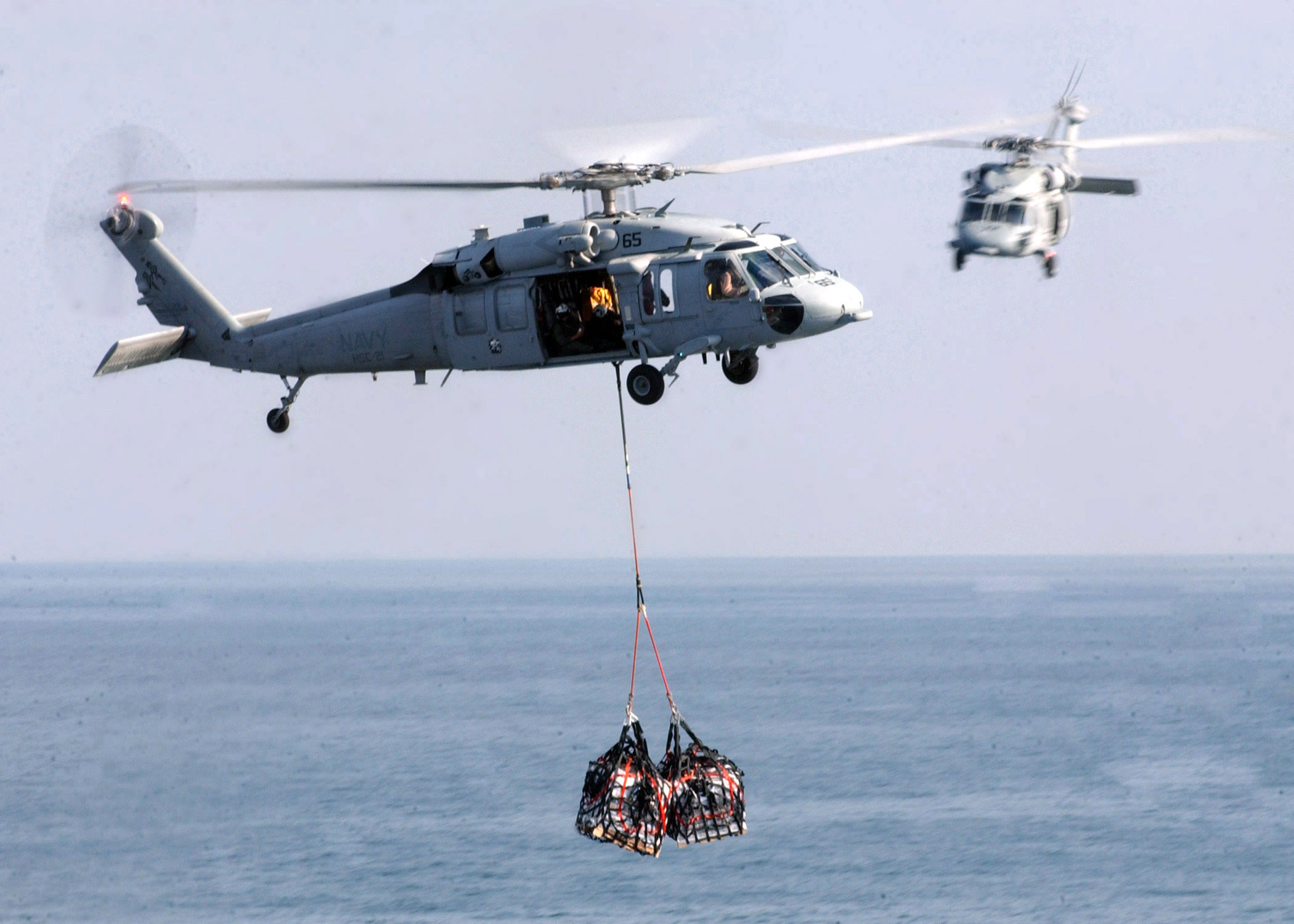
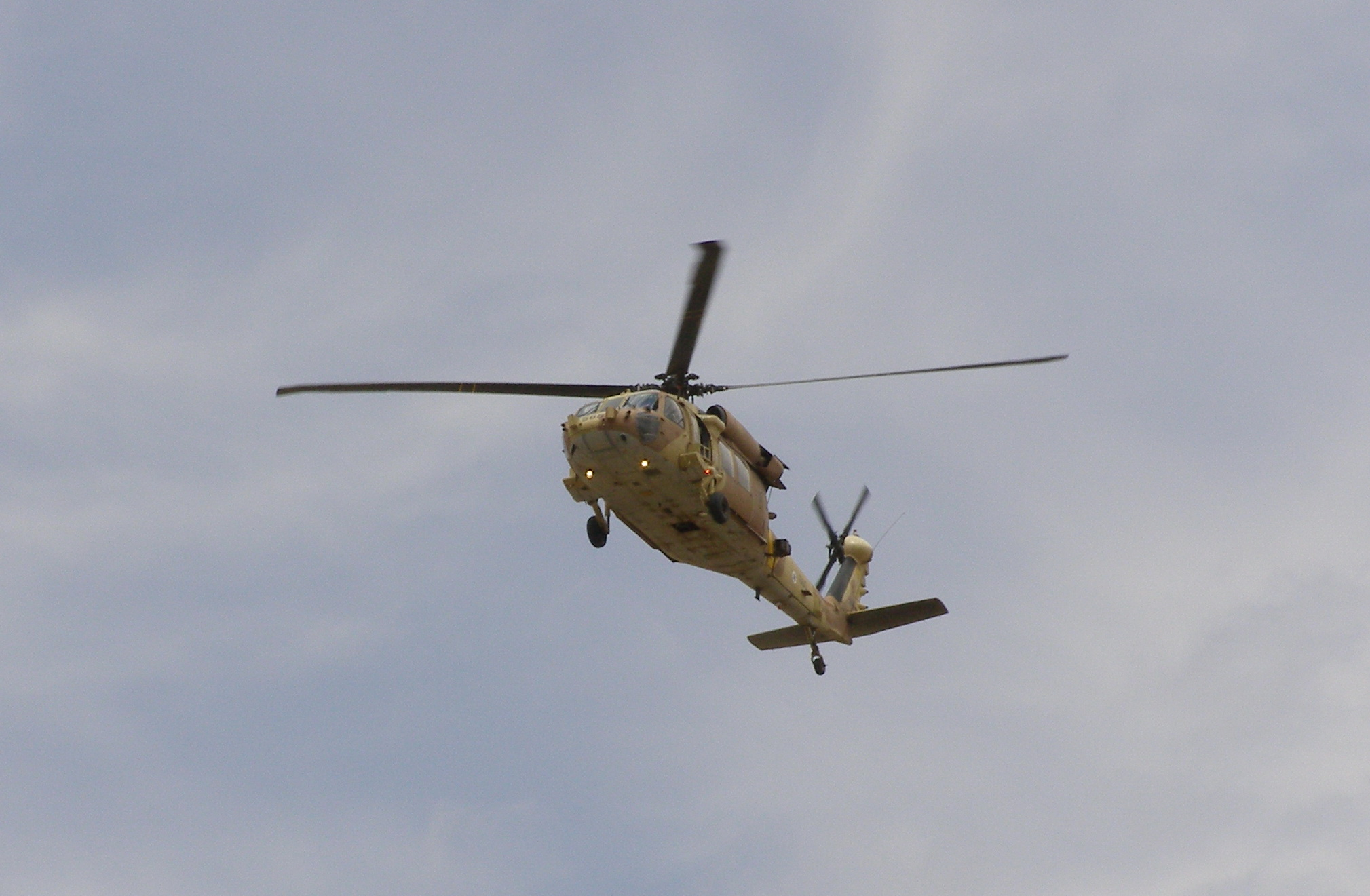
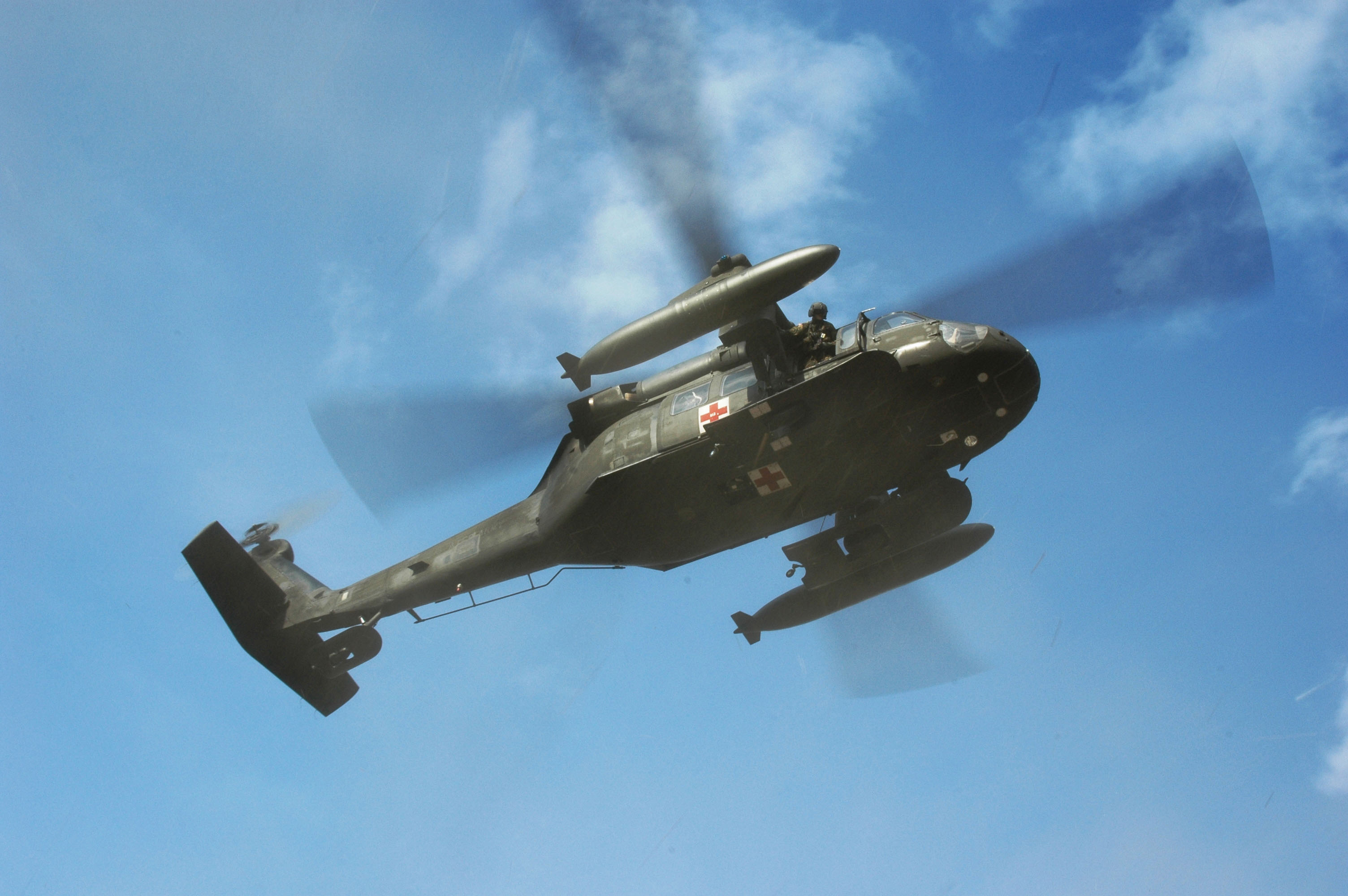
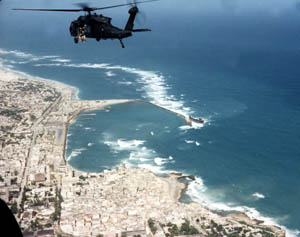
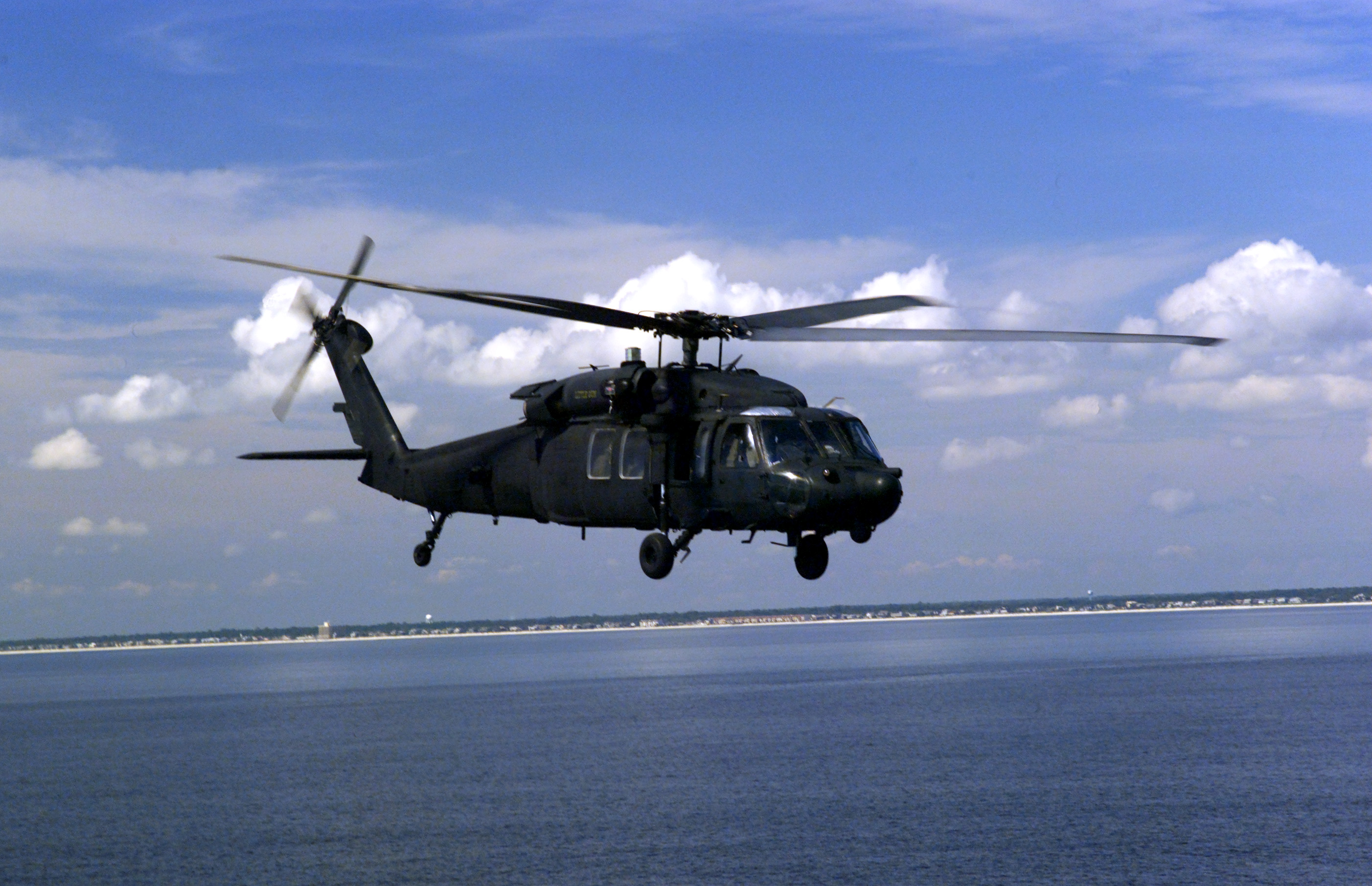
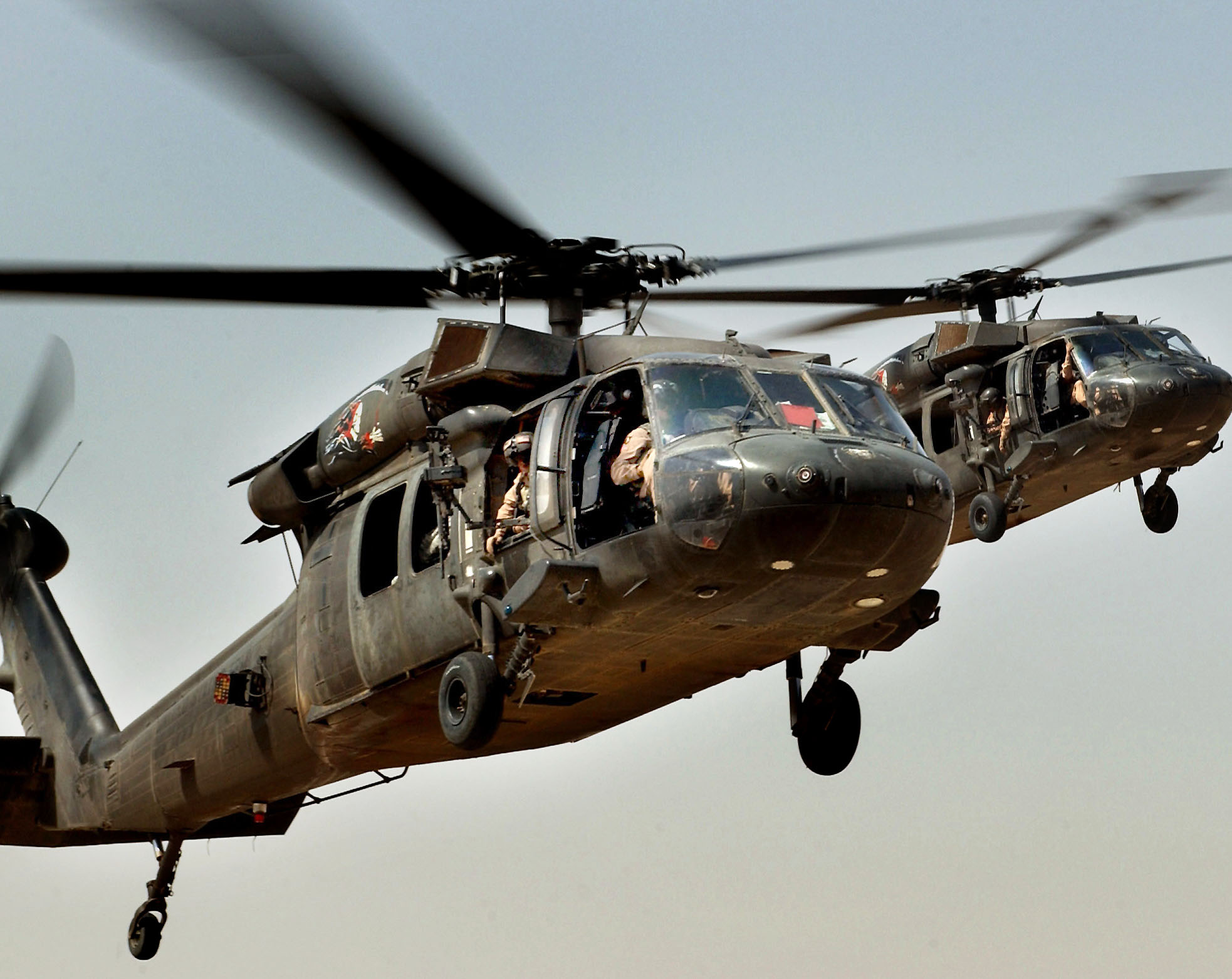